# 七警案
七警案，又稱暗角七警事件、七警打人事件，是於2014年10月14日香港雨傘革命期間，有七名警務人員將示威者曾健超抬到添馬公園一個暗角並毆打之事件。
2014年10月14日晚上，無綫電視、蘋果日報、亞洲電視、Now TV、香港警方的攝錄隊在添馬公園海濱拍攝到七名涉案警察把雙手已被手銬反鎖背後的公民黨成員、社工曾健超抬到添馬公園一個政府泵房變電站外的陰暗角落，其後五名警察對雙手上銬無力反抗或自我保護的曾健超拳打腳踢近四分鐘，另有兩名警察負責把風。新聞片段播出後，香港警察濫用職權的暴力行為引發香港社會及外界嘩然。
2017年2月14日，法庭裁定七名涉案警員罪名成立，並於2月17日各判處入獄兩年。兩個警察協會舉行集會支持涉事警員，被指是混淆是非，引起社會各界關注。聲援犯案警員的集會中有人侮辱主審法官，警察員佐級協會違反公安條例於界限街的遊樂場舉行「會員大會」，逾三萬個現役警務人員、退休警務人員及家屬出席，當中亦包括部分建制派立法會議員，因此被批評實際上為政治集會。集會期間有現職警察在講台上自比為遭受納粹逼害的猶太人，被以色列及德國的外交當局批評為極不恰當。
2016年5月30日，曾健超被控拒捕，被判囚五周，2017年3月20日因七警被定罪入獄，放棄上訴入獄服刑，一個月後獲釋。
2019年7月26日，上诉庭裁定七人中二人上诉得直並撤銷刑事判決，并扣减其余五人刑期至15到18个月不等。
2020年4月17日，香港終審法院駁回對案中被判有罪及入獄的五名罪犯發出上訴許可，全案定讞。
2021年，在千禧年前入職的黃祖成、白榮斌被警務處處長確認革職，他們已喪失所有福利（不限公務員退休金兼長俸）。

## 背景
2014年10月14日晚上，不少示威者響應網上號召佔據龍和道，一度發生警民衝突，衝突期間曾健超在佔領區內一個花槽從高處向警察淋液體，隨即被在場警察制服。其後，當晚多家電視台播出無綫新聞拍攝的片段，多名穿著警方背心的便衣警務人員在一處暗角圍毆一名示威者，後來確認被圍毆的示威者是曾健超。

## 涉案警察
根據法庭有關被告人的資料：
1. 黃祖成，男，50歲，有組織罪案及三合會調查科總督察
2. 劉卓毅，男，31歲，觀塘區反黑組高級督察
3. 白榮斌，男，43歲，觀塘區反黑組警長
4. 劉興沛，男，39歲，觀塘區反黑組警員
5. 陳少丹，男，33歲，東九龍區刑事總部警員
6. 關嘉豪，男，33歲，九龍城區刑事偵緝警員
7. 黃偉豪，男，38歲，觀塘區反黑組警員

## 事件經過

### 新聞報導警察進行圍毆

#### 添馬公園暗角圍毆
2014年10月15日凌晨，七名警務人員將公民黨成員曾健超抬到龍和道暗角毆打。無綫新聞播放的新聞畫面顯示，註冊社工、選委會選委兼公民黨成員曾健超在佔領區內一個花槽從高處向警察淋液體後被在場警員制服，遭兩個督察級警察及五個初級警務人員，以膠索帶反綁雙手，再抬到龍和道近中環海濱長廊的一陰暗處（22°16′58″N 114°09′53″E / 22.28285°N 114.16471°E），對他拳打腳踢，又反覆踩向曾健超。有部份警察則在旁把風，以防被記者近距離拍到過程。之後有兩個參與圍毆的警察離開，其餘警察則繼續圍毆曾健超。整個毆打過程歷時4分鐘，曾健超飽受拳腳後，被扯起帶走。

#### 中區警署掌摑
涉案警察在第一案發現場添馬公園圍毆曾健超後，滿身傷痕的曾健超被押送到中區警署。曾健超聲稱在中區警署會見室內接受問話期間，曾經嘗試用手機自拍面部被毆打後的傷痕，但過程被參與圍毆的陳少丹和關嘉豪發現，兩個涉案警員於是強逼曾健超交出手機，並企圖夾他的手指到手機進行指紋解鎖，以便檢查手機內的資料，銷毀可能與案件有關的相片，但因為手機須要用密碼解鎖，當曾健超表示不會把手機解鎖後，警員陳少丹用右手的手背大力掌摑曾健超的右邊臉兩下，逼令他解鎖手機，曾健超再次拒絕，其後曾健超被陳少丹及關嘉豪押送往作為臨時羈留中心的黃竹坑警察學校。

#### 事件曝光及醫院驗傷
10月15日凌晨過後，TVB開始報導有示威者被警察圍毆的新聞消息，陳少丹及關嘉豪在押解曾健超往黃竹坑警察學校途中，從手機得知圍毆曾健超的情況已被電視台的新聞記者拍下，原本抵達臨時羈留中心後，該兩名警員應陪同曾健超辦理扣押手續，但陳少丹及關嘉豪在圍毆罪行曝光後就沒有繼續陪同他們負責押解的曾健超。曾健超後來與代表律師見面，獲安排到律敦治醫院由醫生驗傷，再轉送往北角警署錄取口供。在醫院檢查時，曾健超的左眼下方有明顯瘀傷，身體多處受傷，背部及胸口亦有多個直徑約2厘米圓圈狀損傷，懷疑由硬物造成，由於涉案警察劉卓毅及白榮斌曾經短暫離開毆打現場約一分鐘，然後返回變電站毆打曾健超的暗角，因此懷疑有涉案警察向軍裝警員取用警棍毆打造成有關傷痕。
七警圍毆事件在電視新聞報導曝光，引起香港嘩然。10月15日晚上，社工總工會發起集會譴責警方，報稱有500人參加。

### 無綫電視新聞部修改報導內容
2014年10月15日早上6時，無綫新聞晨早新聞以「七警向示威者拳打腳踢」為提報導該次事件，還根據片段報導「一名示威者雙手被綁上索帶，由六名警員帶走。警員將他抬起，帶到添馬公園一個暗角位，將他放在地上，對他拳打腳踢……」，但其後在新聞部總監袁志偉示意下，在隨後的上午7時新聞報導刪去「拳打腳踢……」等一段報導。至近中午的新聞報導才重新加入「其間懷疑警員對他使用武力」。當日傍晚，網上出現「一群無綫新聞部記者的公開信的聯署信」，包括採訪主任、主播及記者共有27人聯署，表達對無綫新聞管理層刪除該則新聞片段的旁述的做法不滿及遺憾，聲明又指新聞部同事的共識是「拳打腳踢」並非失實陳述。聯署信出現後第二日，再有80多名新聞部員工發表聯署聲援。同日，袁志偉召開員工大會。隨後網上流傳一段會上袁志偉講話的錄音，當中袁志偉質疑員工：「憑什麼說警員把他（曾健超）拖至暗角，拳打腳踢？」。其後，無綫新聞部多人決定離職。無綫電視對新聞報導進行自我審查引起公眾關注，通訊事務管理局至翌日接獲數百宗投訴，大多批評無綫電視的做法剝奪公眾知情權、對前線記者不公平及違反新聞自由。
無綫電視新聞部的主播及記者雖然在報導「暗角七警」新聞片段時，受到來自管理層壓力，曾一度刪除部分陳述，但該段「暗角七警」的新聞報導，於2015年4月獲得Edward R. Murrow國際新聞獎，更於6月的第55屆蒙地卡羅國際電視節，從多個國際知名媒體中脫穎而出，奪得最佳新聞報道奬。有關片段也與亞洲電視、Now TV，蘋果日報以及香港警方拍攝的片段，成為七警案的呈堂證供，唯電視台疑似欲淡化該新聞事件，負責該新聞的助理採訪主任已被調職。

### 調查及起訴
2014年10月16日，七警涉案警察被調職而未停職。2014年11月26日，七警被警方以涉嫌襲擊致造成實際身體傷害正式被捕。
2015年6月，聯合國禁止酷刑委員會特別點名表示關注七警毆打示威者，及警方的調查進度。
2015年10月15日，事發相隔一年，警方落案控告七警有意圖導致身體嚴重傷害罪，其中陳少丹涉嫌在中區警署的接見室內掌摑曾健超，被加控普通襲擊罪。全部被告獲准保釋候審。根據《警隊條例》，總督察或以下職級警務人員停職期間仍有機會獲支半薪，直至被定罪為止。

### 審訊
2015年10月15日，律政司起訴七警和曾健超，同年10月19日，七警案在東區裁判法院正式開審，七名被控警察全部否認控罪，准以一千元保釋。
2016年6月，七警被控一項有意圖而導致他人身體嚴重傷害罪名，同案被告陳少丹另被控一項普通襲擊罪，案件在區域法院開審。
2017年2月14日，區域法院裁決，7名被告被裁定「有意圖而導致身體受嚴重傷害」罪名不成立，但交替的「襲擊致造成身體受傷」罪名成立。另第5被告陳少丹被加控的「普通襲擊」罪名成立。七名警察被押送到荔枝角收押所等候判刑。2017年2月17日，
法官指案情嚴重，批評被告的行為令警隊蒙羞，破壞香港聲譽，即使被告在大壓力下工作，但都不是襲擊他人的理據，需要判被告監禁，不能緩刑。全部被告各被判入獄兩年。七名犯案者被押解到荔枝角收押所等候發監，並於2月21日分別押送到三間監獄服刑。

### 上訴

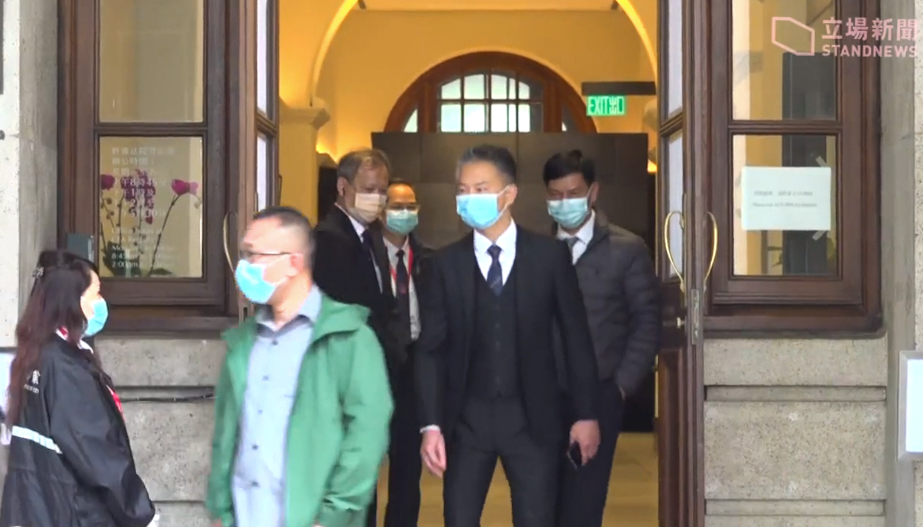
2020年4月7日，維持定罪的5名警員直接向終審法院提出上訴，被3位法官一致駁回，總督察黃祖成離開終審法院

判刑當日，代表首被告（黃祖成）的資深大律師駱應淦認為判刑不算特別過重，因法官有其判刑理據。
2017年2月20日，律政司收到第一被告（黃祖成）、第四被告（劉興沛）及第七被告（黃偉豪）就定罪及刑期提出上訴。2月27日，律政司再收到第二被告（劉卓毅）、第五被告（陳少丹）及第六被告（關嘉豪）就定罪及刑期提出上訴，又於2月28日收到第三被告（白榮斌）就定罪及刑期提交的上訴通知書，即全部七個罪成入獄的被告都已提出上訴。
2019年7月26日，高等法院上訴庭裁定因证人没有认出、本案证据亦不足以讓裁判官认出第四被告（劉興沛）及第七被告（黃偉豪），撤销他们的定罪与刑期，上诉得直。其余五人上诉被驳回，但第一被告（黃祖成）、第二被告（劉卓毅）獲減刑至18個月，第三被告（白榮斌）、第六被告（關嘉豪）獲減刑至15個月，第五被告（陳少丹）獲減刑至16個月。受害人曾健超表示愤怒与绝望，希望律政司上訴至終審法院。而維持定罪的5名警員到2020年4月7日直接向終審法院提出上訴，被3位法官一致駁回。

## 後續事件

### 撐警遊行要求特赦犯法警員
2017年2月18日，支持警察之建制派團體「香港政研會」發起「撐警有效執法大遊行」聲援刑事犯罪被判入獄的七名警察，多個建制派組織，包括保衛香港運動、珍惜群組等，遊行途徑警察總部，向警方代表送上大型心意卡，再遊行到禮賓府舉行集會，大會宣稱有3千人參加，警方則指高峰期約1800人。示威人士沿途舉起支持警察、律政司失職、辱罵法官的標語，同时请求现任行政长官梁振英根据基本法第48条第12款赋予的权力赦免七警。由於撐警遊行的主辦單位在禮賓府舉行的集會，並沒有事先向警方申請不反對通知書，警方回應媒體查詢時表示撐警示威者在禮賓府外集結屬於非法集會，但警方以和平集會為理由，沒有驅散撐警示威者的非法集會。

#### 撐警示威者侮辱司法制度
在集會期間，有支持警察及建制派的示威者舉起侮辱司法制度的標語，包括「Fxxking David」，疑似粗口辱罵主審法官杜大衛（David John Dufton），也有撐警示威者張貼印有「洋奴狗官」、「狗品支那官」及「杜大衛食屎賊」等惡意攻擊法官的海報，又呼叫粗言穢語的口號辱罵法官，亦有示威者穿起黑袍和戴上假髮扮演法官並叫喊「我係一隻狗」（廣東話：我是一隻狗），其他示威者則叫囂「打倒狗官」，有示威者拿起藤條模擬鞭打法官。由於撐警遊行的示威者公然侮辱主審法官，對法官惡意攻擊，向法官施加壓力，蓄意損害香港司法聲譽，該等行為或已構成藐視法庭，律政司表示會將示威者侮辱司法制度的行為，轉介執法機關進行調查及作出跟進，並考慮展開法律程序。

### 警察遊樂場集會抗議法庭七警案判決
2017年2月22日，警察員佐級協會及警務督察協會等四個警察協會，晚上於旺角太子界限街警察遊樂會舉行特別會員大會，商討如何支援七警，並要求訂立辱警罪，主辦單位宣稱有3.3萬人參與。
2017年2月22日，警察四個協會，包括員佐級協會及警務督察協會等，稱於太子警察遊樂會舉行特別會員大會，表達對七警案判決的不滿。警察員佐級協會主席陳祖光表示，主辦單位宣稱大會有3.3萬人出席，遠超預期，該會會協助七名警察循司法制度洗脫罪名，集會者又為七名警察默哀70秒，然後由現職警員在台上帶領集會人士大叫粗口，製造情緒高漲的氣氛。會上一眾支持警隊的建制派人士，包括前保安局局長、特首參選人葉劉淑儀，以及港區全國人大代表譚惠珠、民建聯主席李慧琼、自由黨主席鍾國斌、民建聯葛珮帆、經民聯梁美芬、何君堯、新民黨田北辰、容海恩，專欄作家屈穎妍，均獲安排坐在嘉賓席。陳祖光發言時指，今晚的集會有「半個警隊」出席，創造了歷史時刻。陳祖光發言稱現時警察執勤，不時遭到無理言語、行為挑釁，警察要啞忍是不合理，忍無可忍作出一些行動，卻被指違規甚至違法。陳祖光表示，不能容忍挑釁者逍遙法外，認為有必要取回警隊的尊嚴，透露協會將致信特首梁振英，要求立法保障公職人員不受侮辱，集會的情況被指回到1977年警隊因為廉政公署整肅貪污，香港警察於是發起大型集會逼使政府特赦貪污犯法的警員。

#### 集會人士粗言穢語高聲和應
有警察在台上公然大叫廣東話粗口「𨳒你老母」，聲稱是示範警察被粗口辱罵的情況，並且帶領台下嘉賓及集會參與者以粗口互相呼應。對於警察在集會上大叫粗口，被指違反守則，投訴警察課已接獲相關投訴。由於警察講粗口被認為是不恰當的表現，警方曾經在2005年的首8個月接獲58宗投訴警務人員粗言穢語的個案，鑑於警察本身講粗口的問題嚴重，於是沙田警區在2005年7月舉行「無粗口標語設計比賽」，期望通過內部比賽促使警察不說粗言穢語改善形象，因此警察在集會上以粗口高聲互相呼應被指與警察的形象不符，並自我損害警隊形象。

#### 警察自稱如被納粹逼害的猶太人
集會期間，有現職警察在發言時稱警察執勤時常受侮辱，自我比作「被納粹德軍逼害的猶太人」並得到在場集會人士的和應。當時有警察在台上發言，形容警察常遇到不禮貌對待，自詡為「身處二次大戰中被納粹德軍逼害的猶太人」，台下集會參與者同呼：「係！」（廣東話的「是」）。此番反猶太主義言論隨即引發爭議，以色列駐香港總領事館、德國駐香港總領事館先後批評相關言論不恰當。
以色列駐香港總領事館於2月23日下午回答傳媒查詢發表聲明，認為昨晚警察集會上發表與猶太人有關的言論是「不恰當」及「令人遺憾」。以色列當局希望不要再將猶太人大屠殺拿來作比較。在香港的猶太大屠殺及寬容中心表示警察的言論極不恰當，指出納粹德軍對猶太人的逼害是有組織、有系統、有國家政權在背後支撐，把數百萬的猶太人送入集中營，再利用毒氣室等手段有系統地大量殺害。猶太中心的發言人同時質疑香港警察所聲稱的逼害「有沒有集中營、毒氣室等元素」，並質疑有關警察所指的「納粹德軍又是誰」，認為香港警察自我比喻為被納粹逼害的猶太人是毫無基礎。對於現職警察的言論，猶太人期望國際了解和尊重他們被屠殺的史實。
德國駐香港總領事館於2月24日發出聲明，表明「將被屠殺的猶太人，和被定罪為濫權的警察相比絕對不恰當」。德國駐香港領事館其後在Facebook張貼聲明，回應有香港警察將警察類比成二戰時期的猶太裔人是「展現出對歷史知識的貧乏」及「極為不恰當」，並指出當時居住在德國的猶太人受到時任政府及納粹組織的逼害，數以萬計的人喪失性命，導致數百萬人失去生命，所以將受害猶太人和被指控濫權的警察作比較，實在極不恰當。
對於香港警察集會發表冒犯猶太人的言論被以色列駐港領事館批評，香港警務處警察公共關係科於2月23日晚上回應相關言論不代表警方立場，警方不認同有關的不恰當言論。

#### 警察涉嫌包庇非法集會
2017年2月18日撐警遊行示威者在禮賓府的集會，以及於2017年2月22日，四個警察協會在界限街警察遊樂會舉行的特別會員大會，主辦單位均沒有向警務處申請「不反對通知書」，因此涉嫌違反《公安條例》。根據《公安條例》，超過50人的集會要預先申請，即使在私人處所舉行集會，若超過500人，亦須事先通知警務處，否則可被視為舉行非法集會，並以非法集結罪名作出撿控。雖然聲援犯法警員的集會沒有按條例申請，但警方未有就撐警示威者的非法集結採取任何行動。
2月18日下午，由香港政研會主辦的撐警遊行，撐警示威者在禮賓府的集會，警方確認沒有事先申請不反對通知書，屬於非法集會。雖然示威者在禮賓府外集會期間侮辱主審法官及司法制度，但警方沒有驅散撐警示威者的非法集結。
2月22日晚上，由警察員佐級協會及警務督察協會等四個警察協會，於界限街警察遊樂會舉行的特別會員大會，同樣沒有事先向警務處申請，而主辦單位以會員大會及集會交替使用，並宣稱有3萬3千人參加，在台上的主持人及演出者多次帶領在場的出席人士高呼粗口。警方在媒體查詢時辯稱這是會員大會，不屬於集會，所以無需事先向警務處申請。對於警方的回應，有法律界人士指出席人數及性質明顯超過條例對集會的標準，警方以會員大會為名縱容沒有事先通知的集結，會被外界認為採取雙重標準，而有關活動的主持人在記者訪問時也稱這次活動是集會。

### 支持者發起捐款行動
3月初，港區人大代表譚惠珠等人發起「敬言仁基金」捐款行動，接受市民捐款支持七警和其家屬。其中逾50名港區全國政協委員捐出近1200萬元，演藝界亦捐款超過777萬元，包括來自太陽國際周焯華、中國星娛樂集團向華強、方逸華、電視廣播有限公司大股東陳國強、曾志偉、王晶、蕭定一及多家大型娛樂公司等。英皇集團主要股東楊受成亦捐款50萬元。
捐款行動同時惹起社會爭議，部份人士具黑社會背景，包括向華強、楊受成、外號「洗米華」的周焯華等，影響警隊聲譽。譚惠珠其後表示基金會已經「懇辭」三筆來自演藝界「社會認為有問題」的款項。

## 各界回應

### 支持
- 七警案受害者曾健超於2017年2月17日指，現總算係公民社會對抗警暴之一個小勝，並希望政府、警方皆會有反省，改革警察之監管制度、檢討警隊文化，同時為到錯誤向香港市民道歉。[78]
- 香港眾志主席羅冠聰於2017年2月14日指，判決还了一个公道给曾健超，但更重要的是有更多相类似的案件没有被挖掘出来，或因为律政司不愿意检控执法部门，或不同原因没有被挖掘出来，特别是像朱经纬这个案件也是很瞩目，但律政司至今都没有行动，整个结构性不公，不会因为一宗瞩目的案件判了一个相对公允相对持平的结果，而恢复对整个制度的信心。[79]
- 公民黨主席梁家傑於2017年2月14日指，裁决来得迟但彰显公义，社会应该思考警方和市民对立的真正原因。一些濫權之警務人員可以繩之以法，挽回了香港人對法治之信心。梁振英和香港中聯辦把警察成为磨心，将香港人和警察对立起来，令社会撕裂。[79]
- 熱血公民主席鄭松泰於2017年2月15日指，既然法庭宣判罪成，理應追回納稅人的血汗錢。[80]
- 香港傳媒《明報》於2017年2月15日指，7名警員將曾健超帶往暗角毆打，攝影鏡頭捕捉了事發經過，鐵證如山，七警定罪是合理判決，彰顯法治。《明報》認為，每宗案件得到秉公辦理，都有助社會傷口癒合。[81]
- 香港小姐冠軍麥明詩於2017年2月20日以反問形式指[82]，倘警察打你，得尋誰保護你呢？她又引用2002年的案例，指出有一個督察於查牌時毆打的士高經理而被判入獄兩年半，所以七警被判入獄兩年並非過重[83]。對於有人批評判決是「法治彰顯，卻痛失公義」，麥明詩的回應是「你有權叫法治去死，如果你覺得九龍皇帝治港更適合。」[84]
- 本土民主前線於2017年2月21日表示，人民不滿意此判決之原因是七警沒有被判處酷刑罪。[85]
- 香港警察隊員佐級協會主席陳祖光於2017年2月14日表示，各會員須對香港司法制度抱住信心。其認為，香港之司法制度係維持公正社會之基石，不得遭動搖，而作為警察，則更應捍衛住香港司法制度。[86]
- 獨立監察警方處理投訴委員會前委員鄭承隆於2017年2月24日認為，警隊有錯失要勇於承擔，以及警隊管理層不應為平復個別情緒而將是非混淆。鄭承隆表示，警員不應該攻擊法官，並反問既然警隊不喜歡被別人稱為「黑警」，為何又要說人是「狗官」。[87]
- 前香港警務處處長李明逵指，自己違法則應面對責任，倘死撑則更為丟臉。其認為，雖則聖人皆有錯，然聖人亦須改過，尤其是做管理層之人，更須以身作則。[88]

### 反对
- 香港传媒《文匯報》和《大公報》社評指本案判決給大眾感覺是「律政司及法院在偏幫佔中暴徒，不但影響警隊士氣，還打擊大眾對香港法治的信心，惹起廣大市民對判決的不滿」，擔心「違法暴力行為獲縱容，香港日後將不再安寧」。[89][90]
- 中国大陆官方媒体及輿論反对香港法院判决，覺得「存有政治因素」，並借法官的英国国籍抨击香港司法制度有「殖民遗存」。[91]

### 其他
- 2020年4月，「七警案」中5名警員終極敗訴後，保安局長李家超及警務處長鄧炳強在立法會後見記者時，問及會否向被毆社工曾健超道歉，二人稱「公眾會有判斷」，沒有道歉。[92]

## 外部連結
- 七警案和曾健超案，兩位法官為何這樣判？判詞怎樣說？（页面存档备份，存于）